# Gale Robbins
Pour les articles homonymes, voir Robbins.

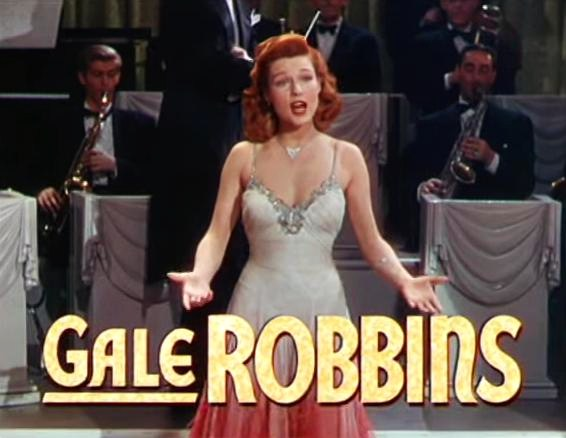
Dans Trois petits mots (1950, bande-annonce)

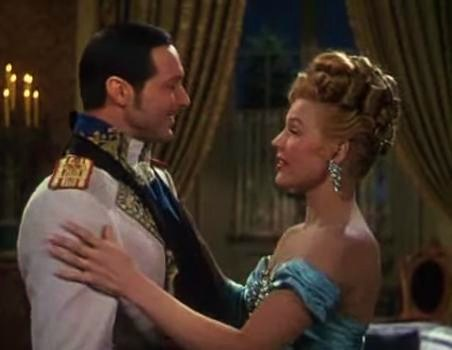
Avec Anthony Dexter, dans Le Proscrit (1952)

(Betty) Gale Robbins est une actrice et chanteuse américaine, née le 7 mai 1921 à Chicago (Illinois), morte le 12 février 1980 à Los Angeles (quartier de Tarzana, Californie).

## Biographie
Au cinéma, Gale Robbins débute dans In the Meantime, Darling d'Otto Preminger (avec Jeanne Crain et Frank Latimore), sorti en 1944. Suivent dix-huit autres films américains jusqu'en 1958, dont les comédies musicales Entrons dans la danse de Charles Walters (1949 avec Fred Astaire et Ginger Rogers) et Trois petits mots de Richard Thorpe (1950, avec Fred Astaire et Vera-Ellen), ainsi que le western musical La Blonde du Far-West de David Butler (1953, avec Doris Day et Howard Keel).
Outre un ultime film sorti en 1972, elle apparaît à la télévision entre 1955 et 1966, dans vingt-cinq séries américaines, dont Les Incorruptibles (un épisode, 1960), Perry Mason (un épisode, 1965) et Gunsmoke (un épisode, 1966).
Gale Robbins meurt prématurément à 58 ans, en 1980, d'un cancer du poumon.

## Filmographie partielle

### Cinéma
- 1944 : In the Meantime, Darling d'Otto Preminger : Shirley Pianatowski
- 1948 : My Dear Secretary de Charles Martin : Dawn O'Malley
- 1949 : Entrons dans la danse (The Barkleys of Broadway) de Charles Walters : Shirlene May
- 1949 : Toute la rue chante (Oh, You Beautiful Doll) de John M. Stahl : Marie Carle
- 1950 : De minuit à l'aube (Between Midnight and Dawn) de Gordon Douglas : Terry Romaine
- 1950 : Trois petits mots (Three Little Words) de Richard Thorpe : Terry Lordel
- 1951 : Proprement scandaleux (Striclty Dishonorable) de Melvin Frank et Norman Panama : Marie Donnelly
- 1952 : Le Proscrit (The Brigand) de Phil Karlson : la comtesse Flora
- 1952 : La Belle de New York (The Belle of New York) de Charles Walters : Dixie « Deadshot » McCoy
- 1953 : La Blonde du Far-West (Calamity Jane) de David Butler : Adelaid Adams
- 1955 : La Fille sur la balançoire (The Girl on the Red Velvet Swing) de Richard Fleischer : Gwen Arden
- 1958 : Les Pillards du Kansas (Quantrill's Raiders) d'Edward Bernds : Kate
- 1958 : Fusillade à Tucson (en) (Gunsmoke in Tucson) de Thomas Carr : Lou Crenshow
- 1972 : Stand Up and Be Counted de Jackie Cooper : petit rôle non spécifié

### Télévision
(séries)
- 1960 : 77 Sunset Strip, saison 2, épisode 36 Family Skeleton de Reginald Le Borg : Terry Staunton
- 1961 : Les Incorruptibles (The Untouchables), saison 2, épisode 20 L'Antidote (The Antidote) de Walter Grauman : Lorna Willis
- 1962 : Monsieur Ed, le cheval qui parle (Mister Ed), saison 3, épisode 6 Horse Sense d'Arthur Lubin : Mlle Meed
- 1965 : Perry Mason (première série), saison 8, épisode 15 The Case of the Frustated Folksinger : Evelyn Bronson
- 1966 : Gunsmoke ou Police des plaines (Gunsmoke ou Marshal Dillon), saison 12, épisode 14 Champion of the World de Marc Daniels : Maude